# Тричковский, Иван
Иван Тричковский (макед. Иван Тричковски; род. 18 апреля 1987, Скопье) — македонский футболист, нападающий клуба АЕЛ (Лимасол) и сборной Северной Македонии.

## Клубная карьера
Иван начал свою карьеру в футбольном клубе «Вардар» (Скопье), затем играл за команду «Работнички» (Скопье) и сербский клуб «Црвена звезда» (Белград). Один сезон он сыграл за кипрскую команду «Эносис» (Паралимни), после чего перешёл в АПОЭЛ (Никосия). В 2007 году был назван игроком года в Македонии. За два сезона успел сыграть за Никосийского команду 51 матч в национальном чемпионате. Большинство времени, проведенного в составе АПОЭЛа, был основным игроком атакующей звена команды. В клубе он был одним из главных бомбардиров, имея среднюю результативность на уровне 0,33 гола за игру.
После хорошей игры на Кипре подписал контракт с бельгийским клубом «Брюгге», но был отдан в аренду «Беверену». Начиная с лета 2014 года стал игроком клуба «Ан-Наср» в Дубае.
Летом 2015 стал игроком польской «Легии» и за полгода успел сыграть за команду из Варшавы 11 матчей в национальном чемпионате, после чего был отдан в аренду в кипрский клуб АЕК (Ларнака).
Играя за кипрский АЕК, 4 августа 2016 года забил победный гол в ворота московского «Спартака».

## Карьера в сборной
Выступал за все национальные сборные страны, начиная с юношеской команды до 17 лет . В первой команде страны дебютировал в 2010 году в матче со сборной Азербайджана (победа македонцев 3:1).